# Franciszek Jurecki

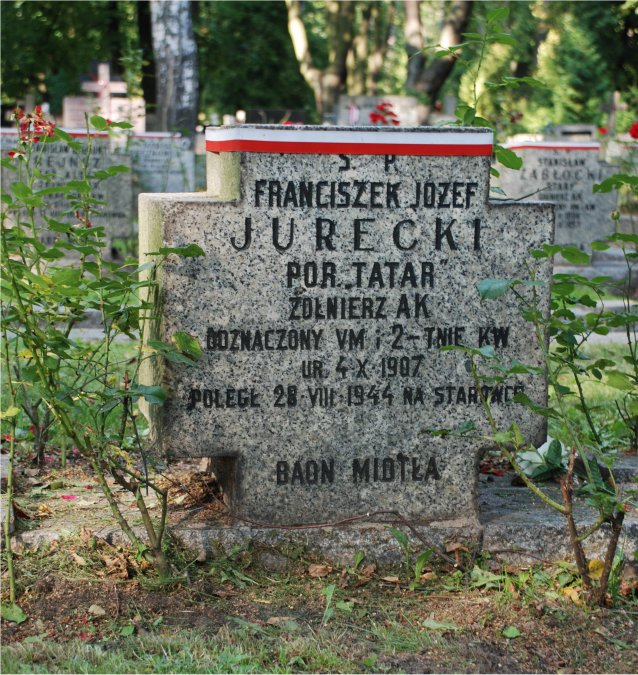
Grób na Powązkach Wojskowych

Franciszek Józef Jurecki ps. Tatar (ur. 4 października 1907, zm. 28 sierpnia 1944 w Warszawie) – porucznik Armii Krajowej w Brygadzie Dywersji „Broda 53”, uczestnik powstania warszawskiego.
Podczas okupacji niemieckiej działał w polskim podziemiu zbrojnym. Był szefem Związku Odwetu. W powstaniu pełnił funkcję adiutanta Jana Mazurkiewicza ps. „Radosław”, w Sztabie Kedywu Komendy Głównej Armii Krajowej. Zginął najprawdopodobniej 28. dnia powstania warszawskiego na Starym Mieście. Został pochowany na Cmentarzu Komunalnym na Powązkach (kwatera A24-6-15).
Odznaczony Orderem Virtuti Militari i dwukrotnie Krzyżem Walecznych.